# Поп, Симона
Симона Поп (рум. Simona Pop, р. 25 декабря 1988), в девичестве Симона Дяк (рум. Simona Deac) — румынская фехтовальщица-шпажистка, чемпионка Европы и Европейских игр, призёр чемпионатов мира и Европы.

## Биография
Родилась в 1988 году в Сату-Маре. В 2008 году завоевала серебряную медаль чемпионата мира среди юниоров. Быстро попала в национальную сборную, в 2012 году вышла замуж за другого члена национальной сборной — шпажиста Адриана Попа — и взяла его фамилию.
В 2013 году завоевала бронзовую медаль чемпионата мира и серебряную медаль чемпионата Европы. В 2014 году стала чемпионкой Европы. В 2015 году завоевала золотую и бронзовую медали чемпионата Европы, «серебро» чемпионата мира в командной шпаге, а также золотую медаль Европейских игр. В 2016 году стала третьей в командных соревнованиях на чемпионате Европы и удостоена орденом «За спортивные заслуги» I степени и звания почётного гражданина Бухареста.